# Dicranoptycha recurvispina
Dicranoptycha recurvispina is een tweevleugelige uit de familie steltmuggen (Limoniidae). De soort komt voor in het Palearctisch gebied.